# Scout Taylor-Compton
Scout Taylor-Compton, all'anagrafe Desariee Starr Compton (Long Beach, 21 febbraio 1989), è un'attrice statunitense, nota per alcune pellicole come Zombies - La vendetta degli innocenti ed Halloween - The Beginning (e il suo sequel) di Rob Zombie.

## Biografia
Scout Taylor-Compton nasce a Long Beach da padre statunitense necroforo e da madre statunitense con remote origini messicane. La Taylor-Compton era stata originariamente chiamata per partecipare nel ruolo di una delle sei ragazze di 30 anni in 1 secondo. Il suo ruolo, così come quello di altre quattro delle ragazze, venne riscritto perché l'attrice doveva sembrare più anziana. È stata fidanzata con Andy Biersack (cantante dei Black Veil Brides), e le fu dedicata la canzone "The Mortician's Daughter" cioè "la figlia dell'impresario di pompe funebri"; dopo cinque anni però la loro storia è finita.
Il 12 agosto 2005, Taylor-Compton sparì da casa sua ad Apple Valley, in California e venne ritenuta scomparsa dopo un'apparente lite familiare. Venne trovata in casa di un'amica due settimane dopo, ammettendo che «non volevo più essere trovata». Solo dopo aver parlato con l'ufficiale Cesar Molina decise di tornare dalla sua famiglia. Ispirandosi all'esperienza vissuta, in un episodio di Senza traccia, due teenager si perdono ed una di queste è interpretata dalla Taylor-Compton.

## Filmografia

### Cinema
- 7 Songs (2003)
- Audrey's Rain (2003)
- 30 anni in 1 secondo (13 Going on 30), regia di Gary Winick (2004)
- Sleepover, regia di Joe Nussbaum (2004)
- Tomorrow Is Today (2004)
- Zombies - La vendetta degli innocenti (Wicked Little Things), regia di J. S. Cardone (2006)
- An American Crime, regia di Tommy O'Haver (2007)
- Halloween - The Beginning (Halloween), regia di Rob Zombie (2007)
- Sospetto letale (2008)
- Scherzo letale (2008)
- Obsessed, regia di Steve Shill (2009)
- Halloween II, regia di Rob Zombie (2009)
- Amore al primo... Gulp (Love at First Hiccup), regia di Barbara Topsøe-Rothenborg (2009)
- The Runaways, regia di Floria Sigismondi (2010)
- Love Ranch, regia di Taylor Hackford (2010)
- Volo 7500 (Flight 7500), regia di Takashi Shimizu (2014)
- Return to Sender - Restituire al mittente, regia di Fouad Mikati (2015)
- Un marito all'improvviso (2023)

### Televisione
- Streghe (Charmed) - serie TV, 8 episodi (2000-2006)
- Una mamma per amica (Gilmore Girls) - serie TV, 4 episodi (2001-2004)
- Raven (That's So Raven) - serie TV, episodio 3x31 (2005)
- Cold Case - Delitti irrisolti (Cold Case) - serie TV, episodio 2x15 (2005)
- Unfabulous - serie TV, 2 episodi (2004-2005)
- Senza traccia (Without a Trace) - serie TV, episodio 4x23 (2006)
- Standoff - serie TV (2006-2007)
- Bones - serie TV, episodio 3x02 (2007)
- Close to Home - Giustizia ad ogni costo (Close to Home) - serie TV episodio 2x21 (2007)
- CSI - Scena del crimine (CSI: Crime Scene Investigation) - serie TV episodio 10x13 (2010)
- NCIS: Los Angeles - serie TV, episodio 1x17 (2010)
- Chase - serie TV, episodio 1x06 (2010)
- CSI: NY - serie TV episodio 7x17 (2010)
- I signori della fuga - serie TV, episodio 1x07 (2011)
- Grey's Anatomy – serie TV, episodio 8x16 (2012)
- Nashville - serie TV, 7 episodi (2015-2016)
- Devil May Cry - serie animata (2025)

### Cortometraggi
- 6/29 (1998)
- Thursday Afternoon (1998)
- Chicken Night (2001)
- Afterschool Delight (2003)

## Doppiatrici italiane
Nelle versioni in italiano delle opere in cui ha recitato, Scout Taylor-Compton è stata doppiata da:
- Domitilla D'Amico in Sleepover, Zombies - La vendetta degli innocenti
- Chiara Gioncardi in Halloween - The Beginning, Obsessed
- Francesca Manicone in CSI - Scena del crimine, CSI: NY
- Eva Padoan in Cold Case - Delitti irrisolti
- Anna Cugini in Halloween II
- Monica Gradilone in Amore al primo... gulp
- Alessia Amendola in NCIS: Los Angeles
- Laura Lenghi in Major Crimes
- Mattea Serpelloni in Return to Sender - Restituire al mittente

Da doppiatrice è sostituita da:
- Ludovica Bebi in Devil May Cry